# PPS衝鋒槍
蘇達耶夫手提式機槍（俄語：Пистолет-пулемёт Судаева，羅馬化：Pistolet-pulemyot Sudayeva，縮寫：ППС，PPS；又称PPS-43冲锋枪或波波斯冲锋枪）是由蘇聯槍械設計師阿列克謝·蘇達耶夫所設計的一种使用7.62×25毫米托卡列夫口徑手槍子弹的衝鋒槍，其主要设计目的是要為偵察兵、車輛人員和後備軍提供一種低成本的武器。
PPS及其衍生型曾經於二戰時期獲蘇聯紅軍大量使用，在戰後也成為了部份華約國家和蘇聯在非洲及亞洲的友邦之制式裝備。

## 歷史
儘管PPSh-41衝鋒槍有著載彈量高、可靠性良好和火力強大的優點，該槍仍然是過於笨重，故蘇聯紅軍需要一種精度和彈速跟PPSh倫比，但結構更緊湊及輕巧的武器。這款新武器同時需要具備比PPSh更低的射速、生產成本和更短的製造工時，尤其在技術性方面。
為此，亞歷西·蘇達耶夫獲國家軍備委員會委任，要求他改良由貝茲魯奇科·維索茨基中尉於1942年設計的其中一把原型槍。
蘇達耶夫在設計時把重點放在簡化工序及機械部件。這把槍的主要零件都是由鋼板衝壓而成，機械部件亦減少到極致，令生產時所需的機械工時縮短超過一半，由PPSh所需的7.3小時縮短至2.7小時。同時所需的鋼材也由原來的13.9公斤下降到6.2公斤。另一方面，負責生產和組裝工作的所需人力亦減少了。
由於大大改善了生產效率，蘇聯官方估計新槍將可每個月生產350,000把，相比之下先前只有135,000把。
原型槍於1942年4月26日—5月12日期間進行實射測試，得到的結果大多是正面的，但亦有意見指該槍在結構上不夠堅固，需要再進行少許改良。在7月，斯柏金也完成了其新型衝鋒槍的原型，PPSh-2。可是在測試期間蘇達耶夫的武器被指在精度、可靠性和機動性等多個領域上都比斯柏金的武器更勝一籌。1942年7月28日，蘇達耶夫的武器獲正式採用，該槍被命名為PPS-42。 PPS-42在列寧格勒保衛戰期間1942年12月在谢斯特罗列茨克工具厂投入小規模試產。1943年谢斯特罗列茨克工具厂开始大量生產，一共生產了超過45,000把。。最初生產的一系列武器由安德烈·日丹諾夫和列昂尼德·戈沃羅夫負責檢查。大規模生產於1943年開始，由蘇聯官方記錄的PPS-42生產數目為46,572把。這些武器大部份被配發給在列寧格勒方面军的士兵作實戰測試。該測試是從1943年1月—4月期間進行。
由於蘇聯當局已經大量投資在PPSh-41的生產器材，該槍每年的產量更達到超過10萬把，故完全以PPS將其取代既不經濟，也不實際。到戰爭末期，蘇聯一共生產了約20萬把PPS-43。該槍最終於1946年才全面停產。
在戰爭的最後兩年間，蘇達耶夫繼續改良他的衝鋒槍。
PPS在蘇聯軍隊中服役至1950年代中期，採用到最後的單位是一些裝甲車輛的車組人員，以及海軍步兵。部份PPS被送到中華人民共和國和朝鮮民主主義人民共和國作軍援物資，並用於韓戰。聯合國軍也大量繳獲這些武器。另外在越戰期間，越南南方民族解放陣線和越南人民軍也曾使用。

## 設計細節

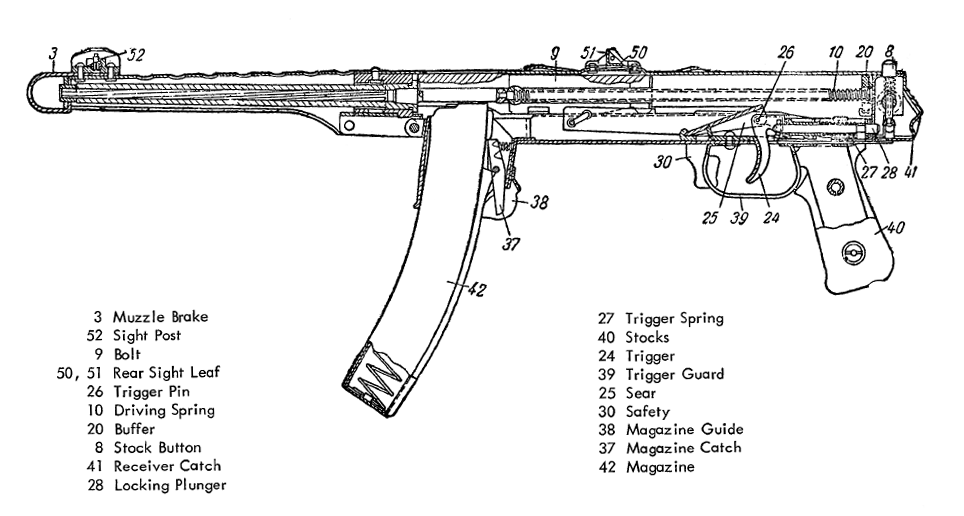
結構圖

### 運作原理
PPS是一種運用反沖作用及開放式槍栓工作原理的自動火器
， 其槍栓呈圓柱形，裡面有一個彈簧式抓殼器，它的作用是把彈殼推出以將其拋出槍外。其拋殼口位於復進簧導桿的前部，導桿則穿過槍栓上的開孔。PPS的拉機柄與槍栓為一體化設計，位於機匣右側，發射時會隨槍栓一同復進。該槍的早期版本配備一個固定但可替換的擊針。扣下扳機即可釋放槍栓，使其向前推進，同時從彈匣內推一發子彈上膛，並立刻撞擊其底火使其擊發。

### 特徵

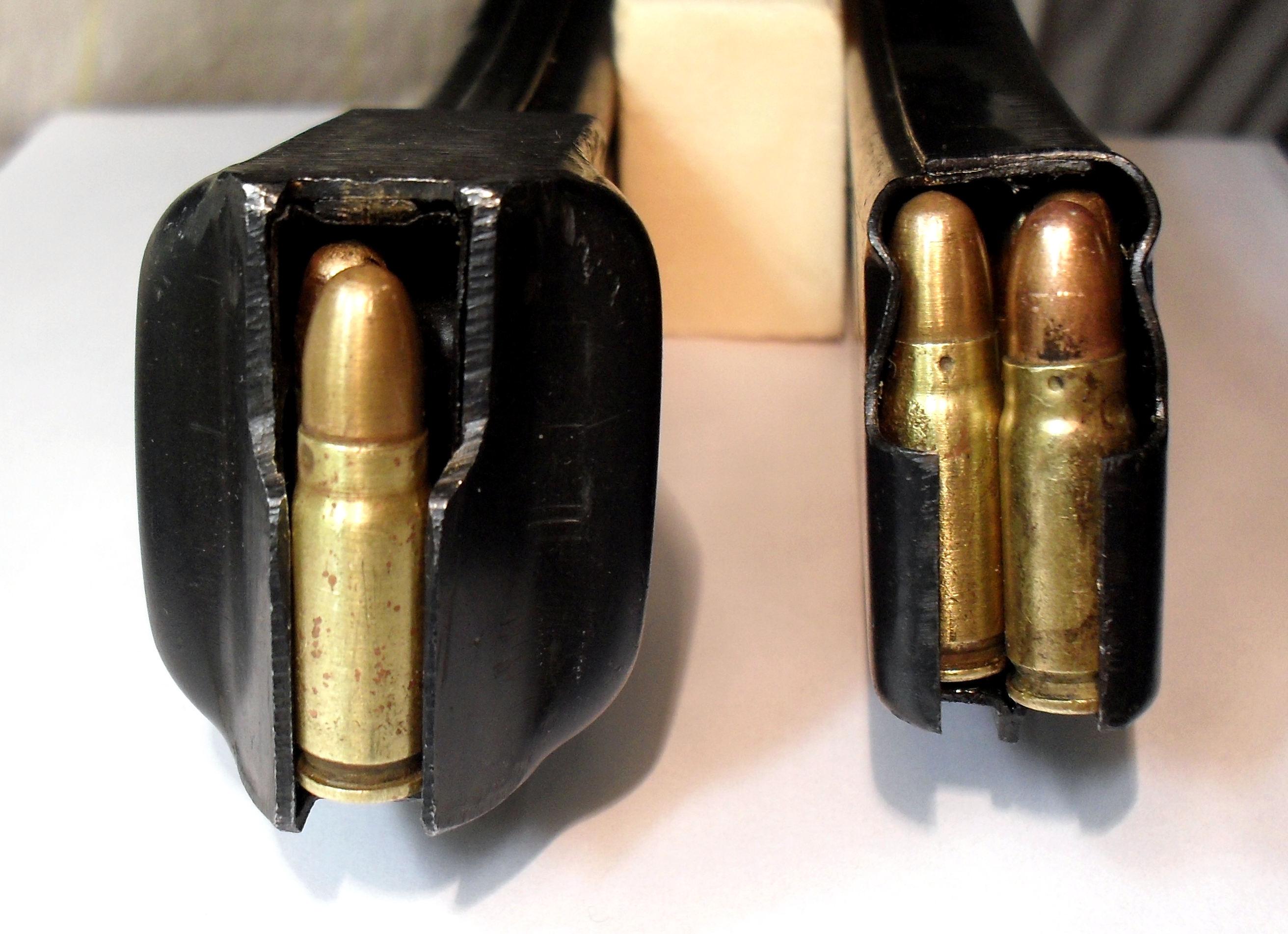
PPSh與PPS的彈匣

PPS只能全自動射擊，它設有一個位於扳機護環前方的保險裝置，推動後可鎖上槍栓和扳機。
該槍以一個35發容量的弧形彈匣供彈，它無法跟PPSh-41通用，前者也無法使用PPSh的彈鼓。PPS發射當時的蘇聯制式7.62×25毫米M1930托卡列夫手槍彈。
該槍刻有4條右旋膛線的槍管安裝在鋼板製成的穿孔式槍管隔熱罩裡面，並設有一個粗糙的U型槍口制退器。
PPS配備一個向上摺疊的彈簧式金屬摺疊槍托，摺疊後仍可射擊。該槍設有手槍握把，但沒有護木或前握把，射手必須以彈匣插座充當前握把握持。PPS的隨槍配件包括兩個彈匣袋、一個油瓶、一個刷和一條槍帶。

### 瞄具
PPS配備開放式機械瞄具，它是由一個被兩塊金屬板包圍的前準星以及一個可摺疊式後照準器所組成，可調整為100米或200米。

## 衍生型
- PPS-43：進一步簡化版本。
- KP m/44（英语：KP m/44 submachine gun）：芬蘭的仿製型，發射9毫米魯格彈。
- PPS wz. 43／PPS wz. 43/52：波蘭人民共和國的授權生產型。
- 54式衝鋒槍：中華人民共和國的授權生產型。
- DUX（英语：DUX submachine gun）：KP m/44的西班牙仿製型，獲西德邊防軍所採用。
- MP719(r)：德軍繳獲的波波斯衝鋒槍，後面的字母(r)代表來自俄羅斯。

## 使用者
- 阿尔巴尼亚
- 阿尔及利亚
- 亞美尼亞
- 保加利亚
- 柬埔寨
- 中华人民共和国
- 赤道几内亚
- 芬兰
- 几内亚
- 印度尼西亞
- 伊拉克
- 黎巴嫩
- 利比里亚
- 蒙古国
- 納粹德國
- 波蘭
- 聖多美和普林西比
- 苏联
- 乌克兰：繼承自前蘇聯，在俄羅斯入侵烏克蘭期間仍有使用。
- 越南
- 葉門
- 南斯拉夫

## 流行文化

### 電子遊戲
- 2021年—《應徵入伍》